# 顆節目
顆節目（かせつもく、Condylarthra）とは哺乳類有蹄大目の絶滅した目の一つ。白亜紀の末期に出現し、新生代の前半に栄えた。オーストラリア大陸以外の全大陸に生息した。髁節目とも表記する。今日では、多系統群と考えられているため、「目」を用いず顆節類とすることが多い。

## 概要
顆節目の中で最も古いプロトゥングラトゥム（Protungulatum）は白亜紀末期の地層から発掘されている。ごく初期の顆節目は鉤爪を有し、食虫目と類似していた。顆節目は新生代の前半には繁栄し、オーストラリア大陸を除く全世界に広がったが、中新世の初めには絶滅した。
身体的特徴としては、顆節目はあまり特殊化しておらず、概して小型である。5本指で蹄を有していた。有蹄動物（Ungulate）としては最も古く、また最初の草食性哺乳類を輩出した目である。ただし顆節目にはアルクトキオン（Arctocyon）のように雑食性と考えられている小グループも含まれる。
かつて、顆節目は有蹄動物全体の鼻祖と目された。形態特徴による分類から、ヒソプソドゥス科は長鼻目・イワダヌキ目・海牛目といったアフリカ獣たちの祖先とされ、
フェナコドゥス科（旧メニスコテリウム科を含む）は旧偶蹄目・奇蹄目の祖先とされ、ディドロドゥス科は滑距目・南蹄目といった南アメリカ大陸特有の有蹄動物群の祖先とされ、それぞれ顆節目を頂点にした有蹄動物の進化系統図が作られた。
しかし、90年代以降に分子生物学が興ると、この顆節目の地位はゆらいでいる。長鼻目などのアフリカ獣は中生代白亜紀後期には既にローラシア獣たちと袂を分かったことが判明し、旧偶蹄目はメソニクス目および旧鯨目と近縁であることが判明し、奇蹄目は食肉目・翼手目など有蹄動物に限らない多様な動物群と共通の祖先を持つことが判明している（偶蹄目とメソニクス目と奇蹄目を合わせ有蹄類というクレードを形成するという研究結果もある）。つまり、これらの動物たちが、白亜紀末から中新世までの間に全て顆節目を祖先として分岐したと考えることには困難がある。

## 下位分類

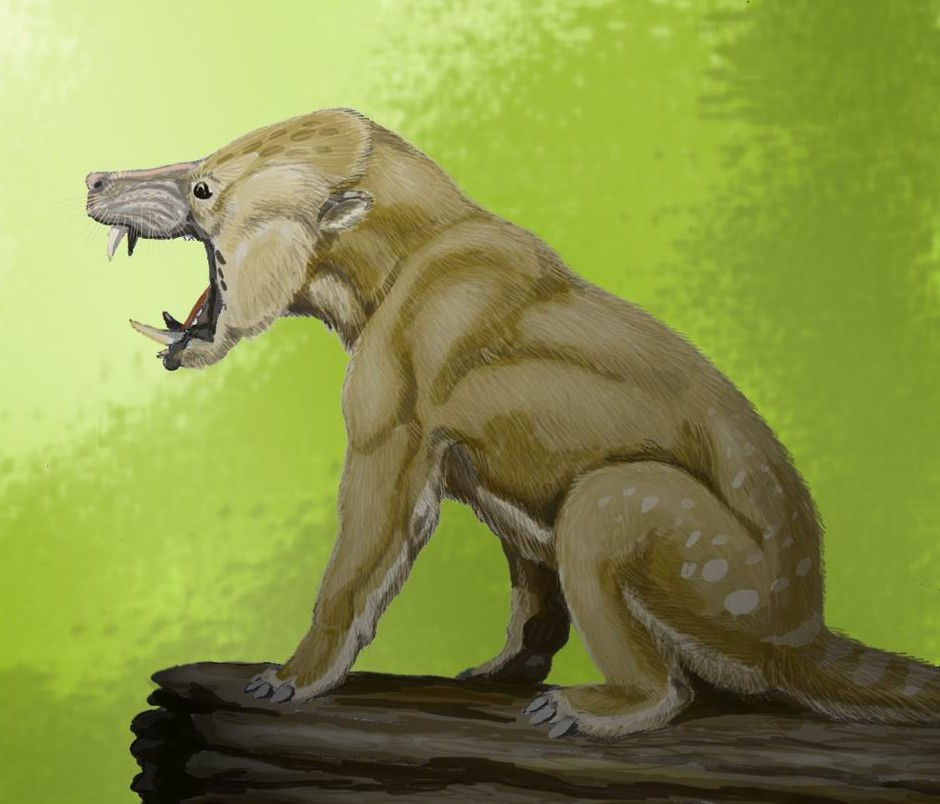
アルクトキオン（暁新世）

- アルクトキオン科 Arctocyonidae
- ヒソプソドゥス科 Hysopsodontidae
- ペリプティクス科 Periptychidae
- フェナコドゥス科 Phenacodontidae
- ディドロドゥス科 Didolodontidae

## 主要参考文献
- エドウィン・H・コルバート、マイケル・モラレス共著『脊椎動物の進化（原著第4版）』築地書房、1994年
- 小畠郁生監訳『古生物百科事典』朝倉書店、2004年第8刷
- FIRST ASCERTAINED AFRICAN “CONDYLARTH” MAMMALS (PRIMITIVE UNGULATES: cf. BULBULODENTATA AND cf. PHENACODONTA) FROM THE EARLIEST YPRESIAN OF THE OULED ABDOUN BASIN, MOROCCO

(EMMANUEL GHEERBRANT:2001)…モロッコ産の初期の顆節目